# Sus Andersson
Sus Andersson, född 1966, hette som ogift Susanne Wellsow, är en svensk journalist som sedan januari 2010 är chefredaktör på nättidningen Farad.se. 
2013 - 2017 var hon styrelseordförande för ALIS, en organisation som tillvaratar kulturarbetares rättigheter.
Hon är, sedan 2014, ledamot för Miljöpartiet i Spånga-Tensta stadsdelsnämnd, Stockholm. I december 2016 valdes hon till stadsdelsnämndens ordförande. 
Hon har tidigare bland annat arbetat som reporter och redaktionssekreterare på Svensk Bokhandel mellan 2007 och 2009 och som reporter och redaktör på Ny Teknik 1994-2005. 1998 var hon på Sveriges Radios vetenskapsredaktion som reporter. Hon har också arbetat som frilansjournalist i omgångar.
Hon har suttit i Pressens opinionsnämnd (2007-2013) och har under många år medverkat i Svenska Journalistförbundets yttrandefrihetsgrupp.
Hösten 2009 skrev hon, för Svenska Förläggareföreningen, rapporten “E-boken, lätt att göra – svår att sälja”.
Boken "Digitalt källskydd - en introduktion"
 skrevs tillsammans med Anders Thoresson, Fredrik Laurin och Petra Jankov.
Hon är engagerad i frågor som rör teknik och naturvetenskap, miljö, yttrandefrihet, källskydd och upphovsrätt.
I riksdagsvalet 2014 kandiderade hon för Miljöpartiet de gröna i Stockholms län, men valdes inte in.